# Atheta savardae
Atheta savardae es una especie de escarabajo del género Atheta, familia Staphylinidae. Fue descrita científicamente por Klimaszewski & Majka en 2007.
Habita en Canadá.